# 波皮利尼亞區

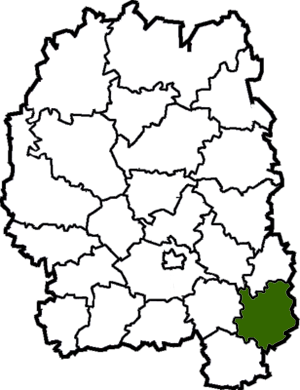
撤销前波皮利尼亞區在日托米爾州的位置

波皮利尼亞區（烏克蘭語：Попільнянський район），曾是烏克蘭日托米爾州的一個區，位於該國北部，行政中心設於波皮利尼亞，面積1,037平方公里，2013年人口32,850，人口密度每平方公里31.68人。
该区在2020年7月18日的乌克兰行政区划改革中被撤销，改革后日托米爾州下分为4个区。波皮利尼亞區合并至日托米爾區。
49°56′43″N 29°27′11″E / 49.94528°N 29.45306°E